# Мати (приток Маи)
Мати — река в Хабаровском крае, Россия, левый приток Маи. Длина реки — 167 км (от истока Правой Мати — 185 км), площадь водосборного бассейна — 3530 км².
Река образуется слиянием Левой Мати и Правой Мати на высоте более 605 м над уровня моря в северных отрогах хребта Джугджур. В верховьях течёт в юго-западном направлении; приняв приток Уничы, поворачивает на северо-запад. Берега в среднем течении весьма заболочены. Впадает в Маю слева на высоте ниже 483 м над уровнем моря выше впадения реки Нудыми. Ширина русла перед устьем — 52 м, глубина — 2 м, скорость течения — 0,9 м/с. 

## Основные притоки
Указаны поименованные притоки длиной 20 км и более
| Название     | Расстояние от устья | Длина | Положение |
| ------------ | ------------------- | ----- | --------- |
| Секретный    | 35                  | 23    | левый     |
| Малиновая    | 64                  | 50    | левый     |
| Черёмуховая  | 66                  | 44    | правый    |
| Костёр       | 85                  | 29    | левый     |
| Мира         | 90                  | 34    | левый     |
| Атрын        | 128                 | 24    | левый     |
| Бирандя      | 145                 | 35    | правый    |
| Большая Холи | 160                 | 24    | левый     |

## Данные водного реестра
По данным государственного водного реестра России относится к Ленскому бассейновому округу, речной бассейн реки — Лена, речной подбассейн реки — Алдан, водохозяйственный участок реки — Мая от истока до водомерного поста села Аим.
Код объекта в государственном водном реестре — 18030600512117300022682.